# Baalhoek
Baalhoek es una localidad de la provincia de Zelanda (Países Bajos), situada a unos 5 km al este de Kloosterzande, junto al dique Esclusa Occidental (en neerlandés: Western Scheldt).
Su nombre deriva de un viejo muelle situado al norte de la aldea y llamado Ten Ballen, usado por un ferry. Cuando el pueblo de Hontenisse fue anegado por las aguas en 1509, este dique y otros adyacentes sirvieron para formar una esquina (hoek) o estructura de contención llamada Ballenhouck. El muelle desapareció hacia 1600, aunque el nombre se recuerda.
El historiador decimonónico A.J. van der Aa aseguró que Baalhoek era la única localidad en el área de su pólder (superficie ganada al mar), que fue anegado por las aguas de nuevo en 1616. A mediados del siglo XIX el pueblo contaba con 16 casas, en las que habitaban algo más de 70 personas, todas ellas en el muelle o junto a él; alrededor se había creado un pequeño puerto.